# Franklin County, Alabama
Franklin County är ett county i den amerikanska delstaten Alabama. 2012 uppskattades countyt ha 31 761 invånare. Den administrativa huvudorten (county seat) är Russellville.

## Geografi
2013 hade countyt en total area på 1 674,48 km². 1 641,58 km² av arean var land och 32,90 km² var vatten.

### Angränsande countyn
- Colbert County - nord
- Lawrence County - öst
- Winston County - sydöst
- Marion County - syd
- Itawamba County - sydväst
- Tishomingo County - nordväst